# Champsac
Champsac – miejscowość i gmina we Francji, w regionie Nowa Akwitania, w departamencie Haute-Vienne.
Według danych na rok 1990 gminę zamieszkiwało 567 osób, a gęstość zaludnienia wynosiła 24 osoby/km² (wśród 747 gmin Limousin Champsac plasuje się na 228. miejscu pod względem liczby ludności, natomiast pod względem powierzchni na miejscu 274.).

## Populacja

Populacja Champsac w latach 1962–2008